# Mehdi Boucherit
 (octobre 2024).
Pour les articles homonymes, voir Boucherit.
Mehdi Boucherit est un footballeur algérien né le 4 juillet 2002 à Réghaïa. Il évolue au poste d’ailier droit au MC Alger.

## Statistiques

### En club
| Saison                | Club                  | Championnat           | Championnat | Championnat | Championnat | Coupe(s) nationale(s) | Coupe(s) nationale(s) | Coupe(s) nationale(s) | Compétition(s) continentale(s) | Compétition(s) continentale(s) | Compétition(s) continentale(s) | Compétition(s) continentale(s) | Total | Total | Total |
| Saison                | Club                  | Division              | M.          | B.          | P.d.        | M.                    | B.                    | P.d.                  | Comp.                          | M.                             | B.                             | P.d.                           | M.    | B.    | P.d.  |
| 2022-2023             | MC Alger              | Ligue 1               | 8           | 0           | 1           | -                     | -                     | -                     | -                              | -                              | -                              | -                              | 8     | 0     | 1     |
| 2023-2024             | MC Alger              | Ligue 1               | 11          | 1           | 1           | 4                     | 2                     | 1                     | -                              | -                              | -                              | -                              | 15    | 3     | 2     |
| 2024-2025             | MC Alger              | Ligue 1               | 6           | 0           | 1           | -                     | -                     | -                     | CAF                            | 1                              | 0                              | 0                              | 7     | 0     | 1     |
| Total sur la carrière | Total sur la carrière | Total sur la carrière | 25          | 1           | 3           | 4                     | 2                     | 1                     | -                              | 1                              | 0                              | 0                              | 30    | 3     | 4     |

## Palmarès

### Palmarès en club
| MC Alger (2) |
| --- |
| - Ligue 1 (2) : - Champion : 2024 et 2025 - Coupe d'Algérie : - Finaliste : 2024 - Supercoupe d'Algérie(1):2024 |